# Anatomía de un instante
Anatomía de un instante es el sexto libro de narrativa del escritor español Javier Cercas, publicado inicialmente en abril de 2009 en la colección «Literatura Mondadori» de la Editorial Mondadori. En septiembre del mismo año, la obra fue también publicada en catalán.
Escrito a la memoria de José Cercas, y dedicado a su hijo Raül Cercas y su esposa Mercè Mas, Anatomía de un instante es una crónica o ensayo histórico narrado como si se tratase de una novela. El libro trata sobre el fracasado golpe de Estado en España de 1981 liderado por Alfonso Armada y Jaime Miláns del Bosch, indagando en profundidad acerca de sus razones y motivaciones, así como en el hecho de que el presidente Adolfo Suárez, su vicepresidente el capitán general Manuel Gutiérrez Mellado, y el secretario general del PCE Santiago Carrillo, fuesen los tres únicos miembros del Congreso de los Diputados que no se escondieron bajo sus butacas durante el tiroteo comandado por Antonio Tejero.
El «instante» al que hace referencia el título es precisamente la imagen captada por las cámaras de RTVE —que conforma la cubierta del libro en su primera edición— en la que vemos a Adolfo Suárez sentado en su escaño mientras el resto de diputados están escondidos bajo sus butacas vacías, y Gutiérrez Mellado increpa a Antonio Tejero y su tropa de guardias civiles.

## Estructura
El libro está dividido en cinco partes, cada una de las cuales comienza con un texto escrito en cursivas, que va describiendo cronológicamente el vídeo que grabó el Golpe de Estado en España de 1981 dentro del hemiciclo del Congreso de los Diputados. Cada parte está dividida en secciones: once para la primera parte, ocho para la segunda, siete para la tercera, ocho para la cuarta y para la quinta. La última sección de cada parte se refiere exclusivamente a lo ocurrido durante el día 23 de febrero en que se realizó el golpe, mientras que las otras secciones indagan fundamentalmente en períodos anteriores.
La obra está precedida por un prólogo, titulado «Epílogo de una novela» y dividido en tres secciones, y cierra con un epílogo, titulado «Prólogo de una novela» y dividido en cinco secciones. Finaliza con una sección de «Bibliografía», una de «Notas» que aporta numerosas reseñas que dan veracidad a lo relatado, y una última de «Agradecimientos», que incluye en su mayoría a diversos periodistas y políticos españoles que ayudaron al autor de alguna manera en el desarrollo de su libro. Entre varios otros, el autor agradece a Miguel Ángel Aguilar, Óscar Alzaga, Luis Alegre, Luis María Anson, Jacinto Antón, Diego Camacho, al propio Santiago Carrillo, Carme Chacón, Manuel Fernández-Monzón Altolaguirre, Felipe González, Jordi Gracia, Joaquim Nadal, Alberto Oliart, Ángel Quintana, al excomandante Ricardo Pardo Zancada, Javier Pradera, Francisco Rico, Narcís Serra y David Trueba.

## Contenido

### Prólogo: Epílogo de una novela

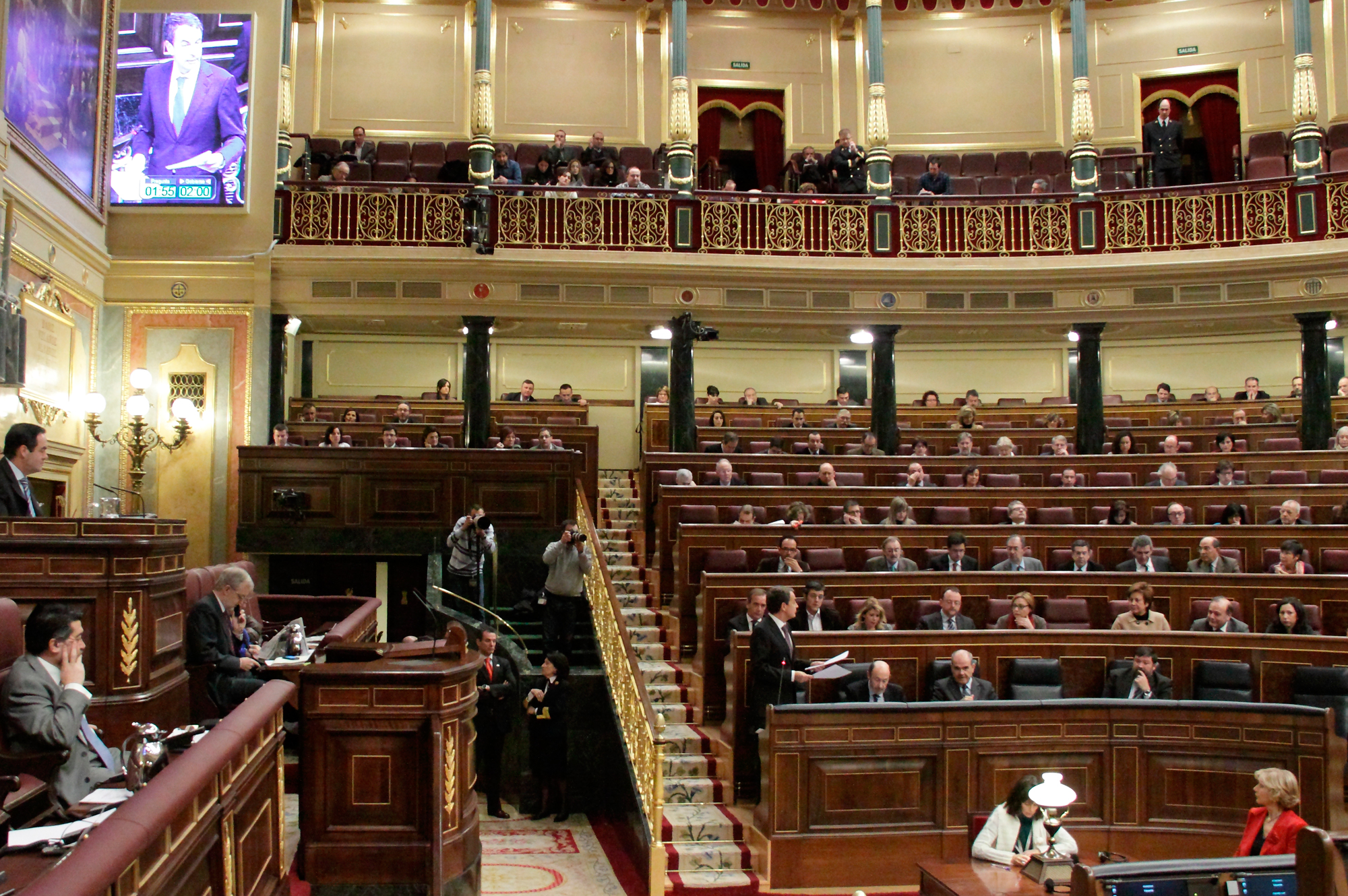
Imagen del interior del Congreso, donde se realizó el Golpe de Estado de 1981

En el prólogo, Cercas cuenta que su interés por el golpe surgió a raíz de un artículo que escribió con motivo de su 25.º aniversario para el periódico italiano La Repubblica, el 6 de noviembre de 2005. Para su sorpresa, en dicha ocasión los medios y el gobierno español interpretaron el frustrado golpe como un triunfo de la democracia, siendo que para él había significado un rotundo fracaso. Luego de ver con otros ojos la clásica imagen de Adolfo Suárez sentado solo en su escaño con casi todos los demás diputados ocultos en el suelo, le surgieron preguntas que lo motivaron a querer escribir una novela basada en este hecho. Pese a su mala opinión del expresidente Suárez, pretendía ser objetivo, así es que se consiguió con TVE los 34:24 minutos de grabación del golpe y comenzó un proceso de investigación para su novela. Tras entrevistar a Javier Pradera y leer una investigación de Jesús Palacios, comprendió que no podría restringirse a la sola figura de Suárez, sino que tendría que escribir sobre todo el golpe. Comenzó a escribir en el otoño de 2006, pero durante el proceso fue desconfiando de las hipótesis de Palacios, y por ello de su propio trabajo, por lo que decidió ampliar sus investigaciones e ir abandonando la idea de escribir una ficción, para adentrarse en la historia real del 23F. Esta transición de lo ficticio a lo real también se justificó para él en el hecho que pese a tener a comienzos de 2008 un borrador de la obra, notó que para los españoles los protagonistas del golpe, en especial Antonio Tejero, estaban comenzando a convertirse por sí solos en personajes ficticios, como lo es Winston Churchill en la actualidad para muchos ingleses. Así, el resultado final conseguido no es una novela, pues intenta atenerse a los hechos, si bien no por ello evita adentrarse en estos con menor fuerza dramática, ni renunciar a que los personajes posean una carga literaria.

### Primera parte: La placenta del golpe

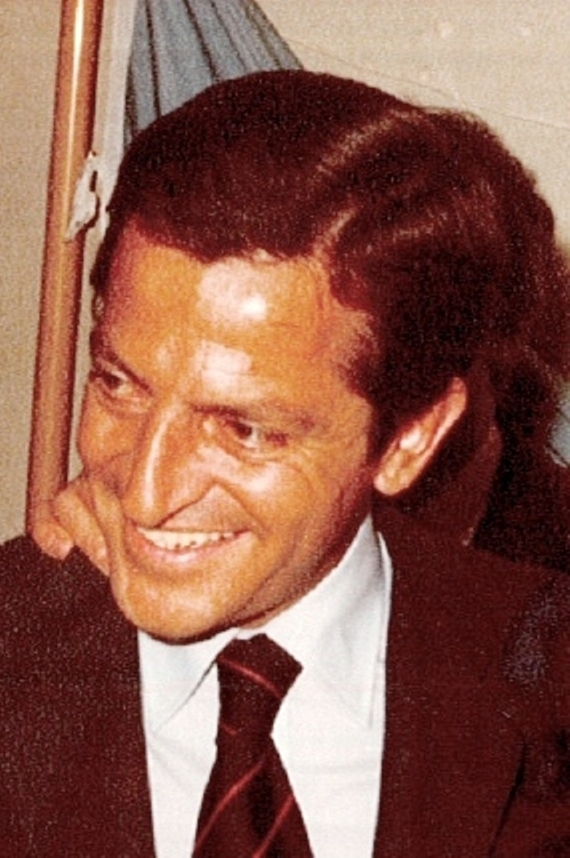
Adolfo Suárez en 1981, el que sería su último año de mandato

Esta primera parte se refiere a las múltiples conspiraciones políticas y sociales que buscaron acabar con el gobierno de Adolfo Suárez, muchas de las cuales no buscaban en principio acabar con la democracia, pero la pusieron en juego sirviendo inconscientemente de «placenta» para incubar el golpe militar.
El autor comienza desmitificando la figura de Suárez como héroe. Admite que su actitud de no ocultarse ante los disparos es un gesto de coraje, pero también opina que es un gesto más racional que instintivo; el de un hombre que posa, sabiendo que al día siguiente acaparará la prensa internacional, y quizás también el de un hombre que sabe que lo odian y lo van a matar. Pese a las declaraciones posteriores de Suárez, donde este afirmó que lo hizo correspondiendo a su condición de presidente de Gobierno, Cercas aclara que tampoco es el gesto de un hombre poderoso en la plenitud de sus facultades, sino el de un hombre acabado, que sabe que conspiran contra él.
Lo cierto es que, pese a los más de cincuenta golpes de Estado en España durante los dos últimos siglos, para Cercas el gobierno democrático de Suárez era el más propenso a recibir uno, pues a pesar de su pasado falangista, consiguió revertir el franquismo ante la presencia de militares franquistas, y en medio de múltiples crisis políticas, económicas y sociales, entre estas últimas el terrorismo de ETA. La alternativa razonable habría sido convocar a elecciones, pero se optó por la alternativa salvaje, un golpe de Estado comandado por el teniente coronel Antonio Tejero, quien ya había intentado otro golpe en noviembre de 1978, en la llamada Operación Galaxia.
Antes del golpe, en la práctica se conspiraba contra Suárez desde todos los frentes. Todas estas conspiraciones eran legítimas en el fondo, pero no en la forma. De los pocos que se mantuvieron fieles a la democracia se encontraban el general Manuel Gutiérrez Mellado, vicepresidente de gobierno, y el secretario general del PCE Santiago Carrillo, los únicos que junto a Suárez justamente no se ocultaron debajo de sus butacas tras el tiroteo golpista.
| Conspirador                                             | Líder | Móvil |
| ------------------------------------------------------- | --- | --- |
| La prensa                                               | Periódicos ultraderechistas El Alcázar, El Imparcial, Heraldo Español, Fuerza Nueva y Reconquista; algunos periodistas demócratas, como los derechistas Emilio Romero de ABC o Luis María Anson.                                                                                    | Conservar el franquismo, en el caso de los primeros; impedir un gobierno de izquierdas, en los segundos. |
| Los empresarios a través de su partido: Alianza Popular | Manuel Fraga, influyente franquista y promotor de su amigo Alfonso Armada como posible líder de un golpe de Estado; siendo un fuerte candidato presidencial, tras la muerte de Franco el Rey prefirió a Suárez en lugar de a él para gobernar durante el período preconstitucional. | Pese a votar por Suárez, pues este contaba con el apoyo del Rey y la democracia proyectaba una buena imagen en el exterior, beneficiosa para los negocios, comenzaron a desconfiar de él luego de que fue adquiriendo confianza e independencia en su cargo, adoptando medidas más izquierdistas. Fue el último partido en rechazar el golpe, luego que ya hubiera fracasado. |
| La Iglesia (posiblemente)                               | El cardenal Vicente Enrique y Tarancón, presidente de la Conferencia Episcopal Española. | La estrecha relación de Suárez con Tarancón se rompió luego que el primero legalizara la ley de divorcio. Entonces Tarancón comenzó a escuchar a los obispos conservadores partidarios de Manuel Fraga, y crearon alianzas con demócrata cristianos del partido de Suárez, UCD. La Iglesia guardó silencio durante y después del golpe. |
| El PSOE, nuevo partido de oposición                     | Felipe González | El PSOE era por entonces el segundo partido más votado y el primero de izquierdas. Después de haber llegado a acuerdos con Suárez para establecer la nueva Constitución, sentían que ya habían cumplido la tarea que les había sido encomendada por el Rey. Le reprochaban unas declaraciones televisivas realizadas durante la campaña electoral, que interpretaron como juego sucio, debido a las cuales afirmaban haber perdido votantes. Como partido novato, masivo e influenciable, se hicieron inconscientemente cómplices de los golpistas, al reunirse Enrique Múgica con Alfonso Armada, exsecretario del Rey sobre el que circulaban rumores como posible cabeza de un gobierno de unidad presidido por un militar. |
| El mismo UCD, partido de Suárez                         | Líderes internos demócrata cristianos, liberales, social demócratas y exfalangistas. | Pese al inicial apoyo incondicional de su artificioso partido, las energías iniciales de Suárez se estaban agotando, lo que hacía aflorar algunas de sus carencias como gobernante y acrecentaba las luchas internas por el poder. Para ganar su aceptación, Suárez estableció fuertes ministerios liderados por miembros de su partido, pero esto solo aceleró los motines en su contra. |
| Estados Unidos                                          | Ronald Reagan | Mantener la tendencia derechista que por entonces estaba viviendo la política internacional. Reagan sabía del golpe días antes de que este ocurriese, y de haber triunfado, lo hubiese celebrado. |
| Ejército (principalmente) y miembros del CESID          | Manuel Fraga y Antonio Tejero | Conservar el franquismo o impedir un gobierno de izquierdas. El CESID era el servicio de inteligencia que debía informar acerca de cualquier intento golpista; manejaba mucha información al respecto pero no supo predecir o algunos de sus miembros no quisieron advertir acerca del golpe. |

Mapa de las once capitanías generales en las que se dividía el ejército español hacia 1981. Todas estaban lideradas por franquistas, y la III Región Militar de Valencia, a cargo del golpista Miláns del Bosch, jugaba un importante papel en el golpe

Un elaborado informe, quizás el documento más útil que se conserva para entender los antecedentes del golpe, describe tres operaciones civiles y militares concretas que se estaban contemplando: dos dirigidas por Fraga y una por Tejero. Estas operaciones, en principio independientes, se acabaron ejecutando en conjunto y con algunas variantes.
El plan definitivo que se contempló para el golpe militar del 23 de febrero de 1981 se basó en los siguientes pasos:
1. Toma del hemiciclo del Congreso de los Diputados, mientras se vota para la sustitución del presidente Adolfo Suárez por Leopoldo Calvo-Sotelo, por parte del teniente coronel Antonio Tejero y sus tropas de la Guardia Civil. La toma debe ser un «golpe blando», es decir, sin derramamiento de sangre.
2. Toma de Valencia por parte del capitán general de la III Región Militar, Miláns del Bosch.
3. Toma de Madrid por parte de coronel José Ignacio San Martín y oficiales de la División Acorazada Brunete.
4. Como paso decisivo, Alfonso Armada, segundo Jefe del Estado Mayor del Ejército y antiguo secretario general de la Casa del Rey Juan Carlos, debería ir a la Zarzuela y convencer al Rey de que él era el hombre apto para restaurar el orden en el Congreso, adjudicándose el liderazgo de un nuevo gobierno fuertemente monárquico.

Con respecto a su ejecución, los tres primeros pasos fueron casi un éxito absoluto, y por ello durante los diez primeros minutos del golpe, todo estaba dispuesto para creer que este había triunfado. Para el primer paso, mientras el capitán Jesús Muñecas reclutaba a los guardias civiles del Escuadrón de la Primera Comandancia Móvil de Valdemoro, Tejero contó con la indispensable ayuda del capitán Vicente Gómez Iglesias, subordinado del comandante José Luis Cortina en el CESID, para recibir el apoyo de los oficiales del Parque de Automovilismo de la Guardia Civil. La entrada al Congreso logró ser incruenta, pero no verse como un «golpe blando», pues hubo múltiples disparos que se transmitieron en directo por la radio, dando una imagen de «golpe duro», que representaría el primer problema concreto de los golpistas. Para el segundo paso no hubo problema alguno, pues de hecho fue en Valencia donde fundamentalmente se había incubado el plan, en manos del ferviente franquista Miláns, quien contó además con el apoyo de sus ayudantes, el coronel Diego Ibáñez Inglés y el teniente coronel Pedro Mas Oliver. Para el tercer paso, Miláns encargó al comandante Ricardo Pardo Zancada que sublevara la Brunete, con la ayuda de su superior San Martín —quien sin embargo a esa hora se encontraría en una reunión con su superior, el general José Juste— y del general Luis Torres Rojas —quien volaría ese mismo día a Madrid desde La Coruña. Finalmente, Pardo Zancada hizo casi todo él solo, pero San Martín cometió el error de ir acompañado de Juste a la Brunete, quien desconocía el plan y tuvo que aceptarlo bajo presión, pero cuya fidelidad al Rey significaría horas más tarde una de las causas del fracaso del golpe.

### Segunda parte: Un golpista frente al golpe
Esta parte del libro se refiere a la figura del general Manuel Gutiérrez Mellado, el único militar no golpista presente en el hemiciclo del Congreso durante el golpe. Mellado adoptó una actitud rebelde y temeraria, enfrentando a los sublevados, negándose a obedecerlos a pesar del tiroteo, y solo consiguiendo tranquilizarse por medio de las peticiones de Suárez. Pese a haber sido elegido vicepresidente y encargado de defensa del gobierno, la carrera militar de Gutiérrez Mellado siempre primó por sobre su carrera política. Por eso su actitud durante el golpe no fue impostada, sino una actitud libre y de repudio ante la insubordinación militar.
Gutiérrez Mellado había participado hacía cuarenta y cinco años en favor de Franco durante el golpe de Estado de 1936. Para justificar su actitud de aquellos años declaraba que aquella democracia republicana era imperfecta e insostenible, pero en realidad había sido casi idéntica a la que ahora defendía, incluso en cuanto a los índices de violencia. De hecho, una de las razones por las que casi nadie se opuso al golpe del 23F fue porque se quería evitar a toda costa un derramamiento de sangre como el del 18 de julio de 1936.
Lo cierto es que de ser uno de los militares más respetados como jefe del Estado Mayor del Ejército, pasó a ser el más odiado, por aceptar el cargo que le ofreció Suárez y defender con él la construcción de la democracia, apoyando incluso medidas contradictorias a su pasado, como la legalización del partido comunista, quienes eran los principales enemigos de la ideología franquista que conservaban los demás militares. También se le criticó el haber impedido el ascenso de Miláns del Bosch a jefe del Estado Mayor, poniendo en su lugar a José Gabeiras, un hombre de la confianza de Suárez. Pero el que sí fue un error innegable fue el no saber enfrentar apropiadamente el terrorismo de ETA, que si bien atacaban a militares franquistas, estos ahora también formaban parte de las Fuerzas Armadas del nuevo gobierno democrático.
Este desprecio lo afectó irremediablemente en lo personal. Para el 23F, como Suárez, era un hombre ya «políticamente acabado y personalmente roto». Los insultos y calumnias que recibía en la prensa eran tales que su colaborador, el general Marcelo Aramendi, recibiendo solo parte de ellos acabó suicidándose. Sin embargo, pese a todas las acusaciones de los ultraderechistas en su contra, su honestidad personal y lealtad al ejército fueron, hasta donde se sabe, incuestionables. Es posible también que el 23F, durante las horas previas al golpe, fuera para Gutiérrez Mellado un día feliz, pues tras la sustitución de Suárez ya había decidido que dejaría su cargo, se jubilaría y pasaría sus últimos años alejado de la política, la prensa y los cuarteles.

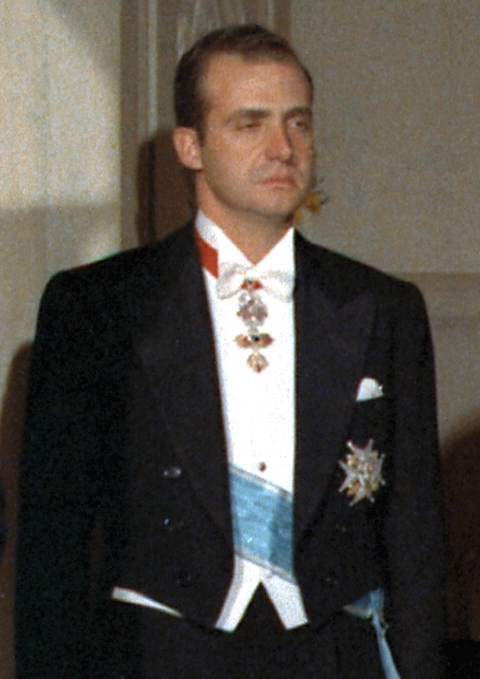
El Príncipe Juan Carlos en 1971, dos años después de conocer a Adolfo Suárez. Tras la muerte de Franco se convertiría en Rey, y buscaría afianzar una democracia como forma de legitimarse como autoridad en España

Algunos años atrás, acabando el franquismo, el Rey Juan Carlos vio en una democracia la única manera de arraigar una monarquía. Tras conocer a Suárez en 1969, ambos simpatizaron y vieron en el otro una buena oportunidad para acceder al poder. El Rey promovió la carrera de Suárez y medió para que lo nombraran director del único canal de televisión de entonces, TVE. Desde allí, Suárez promovió a su vez la imagen del entonces príncipe Juan Carlos. Unos meses después de la muerte de Franco, el Rey nombró a Suárez Jefe de Gobierno, en reemplazo de Carlos Arias Navarro, de la Secretaría General del Movimiento Nacional. Había candidatos más evidentes para la sustitución, como José María de Areilza o Manuel Fraga, pero sus mandatos habrían opacado a la figura del Rey. En contraparte, la sed de poder de Suárez y su acabado conocimiento del franquismo en el que había nacido y participado, sumado a su total lealtad inicial hacia el Rey, hicieron posible la rápida instauración de una democracia, incluso más profunda y completa que lo esperado. Sin embargo, luego de ser reelegido por votación popular, Suárez se independizó del Rey y discrepó de él en varias ocasiones: por ejemplo, mientras el Rey quería el ingreso de España a la OTAN, Suárez no consideraba que era todavía el momento; mientras el Rey quería como vicepresidente a Armada, Suárez optó por Gutiérrez Mellado.
Cuando Gutiérrez Mellado conoció a Suárez, veinte años menor que él, quedó encandilado por su simpatía, energía y claridad de ideas. Desde entonces mantuvo una lealtad plena hacia él. Teniéndose ambos una confianza recíproca, su relación trascendió lo laboral y forjaron una estrecha amistad, frecuentándose prácticamente todos los días en un entorno más familiar. Sin embargo, luego de su elección democrática, Suárez no pudo dominar la democracia que estaba construyendo, y debido a sus crecientes torpezas políticas fueron perdiendo aliados y quedándose prácticamente solos. En 1980, Suárez se aisló en La Moncloa con su familia y unos pocos colaboradores, con un estado anímico deteriorado, y pasados unos meses incluso pensó en dimitir, sin decidirse a hacerlo. El Rey, finalmente, también acabó conspirando contra Suárez, y ya sin su apoyo, a este no le quedó más remedio que presentar su dimisión, sin por ello mejorar su otrora cercana relación con el Rey. Pese a lo anterior, Suárez no dimitió por temor a un golpe de Estado, sino por otras razones: porque virtualmente lo estaban echando; por el bien de la democracia recién creada por él, y como forma de legitimar su gobierno y la democracia, a modo de justificación moral, personal y estratégica, del mismo modo que lo fue su gesto de no ocultarse durante el golpe; finalmente, porque era una manera más digna de dejar el poder, pudiendo así continuar con su carrera política.
Entre las medidas tomadas por Gutiérrez Mellado durante el gobierno de Suárez estuvo intentar modernizar el aparato militar, fusionando los múltiples servicios de inteligencia provenientes de la dictadura en uno solo, el Centro Superior de Información de la Defensa (CESID). Sin embargo, solo consiguió unir el Servicio Central de Documentación (SECED), más político y de espionaje interior, con la tercera sección del Alto Mando Mayor del Ejército, más técnico y de espionaje exterior. De este modo, a pesar de ser una organización insuficiente y precaria, el CESID estuvo siempre del lado de la legalidad, por lo que se le encargó entre otras tareas la de predecir posibles golpes de Estado. En 1978 evitó la Operación Galaxia, y pese a no lograr evitar el golpe de 1981, bajo la dirección de su secretario general, Javier Calderón —uno de los poquísimos militares demócratas, y por lo tanto de la confianza de Gutiérrez Mellado— contribuyó a su fracaso, frenando la salida de la Acorazada Brunete a Madrid. Esto último pese a que algunos de sus miembros estuvieran entre los golpistas, incluyendo al comandante Cortina, que luego fue expulsado de la organización.
Pese a las conspiraciones del Rey contra Suárez, fue este quien hizo fracasar el golpe, cuando ya se creía que este había triunfado. Su influyente secretario, Sabino Fernández Campo, general distanciado de Armada, fue quien oyó los disparos en el Congreso por la radio y avisó al Rey. Mientras Miláns calmaba telefónicamente al Rey desde Valencia, Fernández Campo contactó con Tejero, ordenándole que abandonara el Congreso sin mencionar el nombre del Rey. Tejero le colgó sin dejarlo terminar, por lo que llamó a su amigo el general Juste, jefe de la Acorazada Brunete. Así este último se enteró de que lo habían engañado, pues Armada no posee el beneplácito del Rey. Juste procede a llamar a su superior inmediato, la máxima autoridad de Madrid, el general Guillermo Quintana Lacaci, franquista pero monárquico, quien acaba a su vez de hablar con el Rey. De este modo, entre Juste y Quintana logran frenar la toma de Madrid por parte de la Brunete. El Rey, por su parte, por iniciativa de Fernández Campo, le niega a Armada la visita a la Zarzuela, lo que gatilla el fin de la rebelión.

### Tercera parte: Un revolucionario frente al golpe

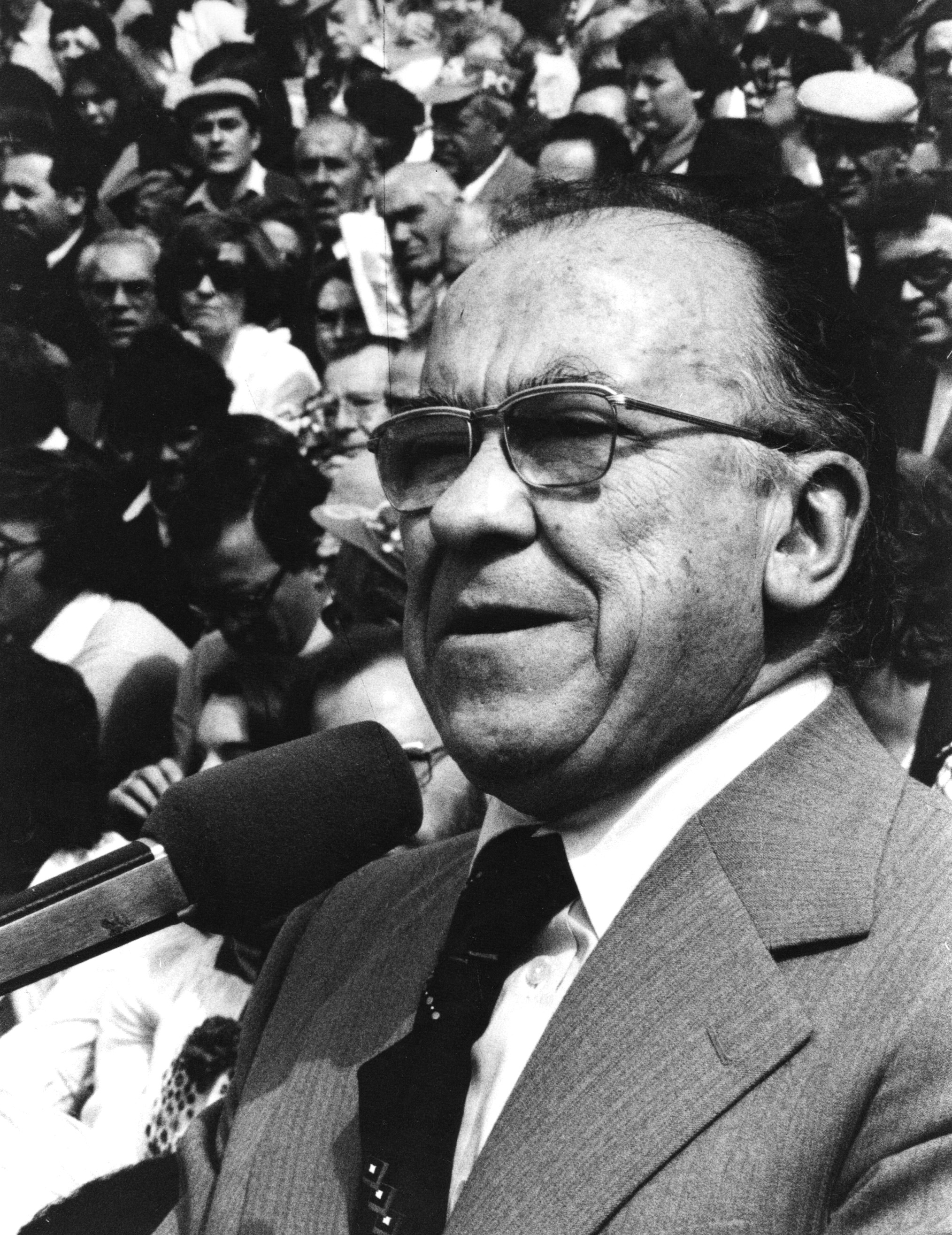
Santiago Carrillo durante las elecciones generales de España de 1977, las primeras luego de la dictadura. Carrillo obtuvo la tercera minoría, por debajo de Felipe González (PSOE) y Adolfo Suárez (UCD), quien consiguió legitimar su gobierno

La tercera parte del libro se refiere a la figura del secretario general del Partido Comunista de España (PCE) Santiago Carrillo, quien durante la entrada de los golpistas al Congreso, estaba ubicado en su escaño, al lado izquierdo del hemiciclo. Junto con Suárez y Gutiérrez Mellado, fueron los tres únicos parlamentarios en no ocultarse de las balas. Carrillo, desobedeciendo las órdenes de los militares, se quedó sentado fumando, en un gesto de rebeldía, coraje y libertad. Sabiéndose el tercer hombre más odiado por los golpistas, es —como el de Suárez y Mellado— también el gesto de un hombre que sabe que va a morir. Siendo un político neto, es también como el de Suárez un gesto histriónico, elegante, fotogénico. Como revolucionario con instrucción militar, es también como el de Mellado un gesto militar, el de alguien que se juega la vida por defender algo contra lo que luchó en el pasado. Para Cercas, es también un gesto de complicidad o emulación, al haber visto primero la reacción de Suárez, más cercano a los guardias civiles. Cercas opina que la actitud de todos los demás parlamentarios al ocultarse de los disparos no fue indecente; pero que sí lo fue el hecho de que ningún otro español se escandalizara o emitiera alguna protesta en contra del golpe.
Luego del asalto en el hemiciclo, los guardias civiles aislaron a Suárez en el Cuarto de los ujieres, mientras que a Carrillo, Gutiérrez Mellado, Felipe González, Alfonso Guerra y Agustín Rodríguez los llevaron al Salón de los relojes. Allí estuvieron secuestrados toda la noche, durante unas 15 horas, las primeras durante las cuales pensaron que los iban a matar.
Pese a sus diferencias de fondo, superficialmente Carrillo era muy parecido a Mellado, quien fue su enemigo a muerte durante la Guerra Civil. Como Mellado, Carrillo por entonces ya había renegado de su pasado antidemocrático; en su caso, ajustando las ideologías de su partido y renunciando a ajustar cuentas por los crímenes de la dictadura. Varios izquierdistas no le habían perdonado estas concesiones que fueron necesarias para asegurar la construcción de la democracia, de forma análoga a los muchos derechistas que no le habían perdonado a Suárez ni a Mellado sus propias concesiones. Con Suárez pasaba exactamente lo contrario, pues superficialmente parecían muy distintos, pero en el fondo compartían muchas cosas en común. Como Suárez, Carrillo era un político nato, acostumbrado al poder y sin estudios superiores ni dominio intelectual de temas que no fueran la política en su sentido más general. Unos años antes de llegar Suárez al poder, Carrillo estaba reformando su partido y cofundando el eurocomunismo, al margen de la Unión Soviética. Ambos se necesitaban mutuamente —Carrillo para legalizar su partido, Suárez para legitimar la democracia— y a medida que se fueron conociendo fueron adquiriendo una reciprocidad en confianza, respeto y lealtad.
Para legalizar el PCE, los comunistas debieron sacrificar sus símbolos más característicos, entre ellos su bandera, aprobar oficialmente la monarquía y demostrar que habían abandonado las armas. Esto último se logró tras el asesinato de un grupo de abogados comunistas por parte de un grupo ultraderechista. En respuesta, por iniciativa de Carrillo y gracias al permiso de Suárez, miles de miembros del PCE velaron los cuerpos por la ciudad en completo orden y silencio, con lo que se ganaron la solidaridad del país. Esta alianza significó para Suárez un triunfo rotundo, pues había logrado un aliado estable y legitimar la democracia; Carrillo, por su parte, logró legalizar su partido, y pese a que el PSOE les arrebató la primera mayoría de votantes de izquierda, pasó de ser un fugitivo a un líder respetable en España y el extranjero. No obstante, además de las concesiones anteriores, el PCE tuvo que renunciar al leninismo, lo que contradecía el fuerte centralismo interno del partido; esto sumado al nuevo fracaso electoral de 1979, fue demasiado para muchos militantes, que comenzaron a criticar el liderazgo de Carrillo. El PCE entró en crisis y comenzó a desintegrarse progresivamente. Suárez, por su parte, dejó de necesitarlo como aliado, pero aun así para el 23F Carrillo todavía lo defendía, y nunca conspiró contra él.
Al año siguiente del golpe, Carrillo tuvo finalmente que dimitir como presidente del PCE. En las elecciones de 1982 perdieron la mitad de los votos, quedando relegados como partido minoritario junto al UCD, y posteriormente junto al nuevo partido de Suárez, el CDS. Así junto a Suárez se convirtieron en dos diputados menores con un pasado glorioso. Carrillo acabó sus días como político recibiendo el falso respeto de muchos y el real de muy pocos. Ya retirados, su amistad se volvió más íntima, hasta que Suárez comenzó a enfermar.
Quizás el único cabo suelto que queda por aclarar en lo referente al golpe es la responsabilidad que tuvo en este la AOME, servicio secreto de élite dentro del CESID, fundado y dirigido por José Luis Cortina, un falangista con inquietudes sociales. La AOME era prácticamente independiente del CESID, por lo que bien podría haber organizado el golpe o colaborado en este sin saber de ello Javier Calderón, superior y amigo de Cortina en el CESID.
Durante la noche del golpe, el Rey y Sabino Fernández telefonearon uno a uno a los once capitanes generales de cada Región Militar, ordenándoles que respetaran a la corona y la democracia. Todos ellos eran franquistas, y solo Guillermo Quintana y Luis Polanco se comportaron honorablemente, obedeciéndolos sin titubear. De los demás, solo Miláns se comportó al menos valientemente, desobedeciendo explícitamente al Rey, mientras que los demás —entre ellos Pedro Merry Gordon, Antonio Elícegui Prieto, Ángel Campano López, Manuel Fernández Posse, Antonio Delgado Álvarez, Jesús González del Yerro— actuaron cobardemente y sin honor, adoptando posturas ambiguas en función de sus propios intereses. En la Brunete, por su parte, Torres Rojas, San Martín e inicialmente Pardo Zancada tampoco fueron capaces de sobreponerse a la contraorden de Juste. Frente al Congreso, dos generales leales, Aramburu Topete y Sáenz de Santa María, lograron acordonar y aislar parcialmente un Congreso atiborrado de militares y civiles en su exterior. El mismo Aramburu, al igual que el coronel Alcalá Galiano, intentaron recién iniciado el golpe incluso apresar o eliminar a Tejero, sin resultados. Finalmente, para los que estaban dentro del Congreso, las primeras horas fueron de pánico y angustia, y entre las 20:30 y 21:00 h ocurrieron dos sucesos importantes: primero, el Rey recuperó la señal de televisión que estaba tomada y se propuso transmitir su rechazo al golpe a toda la nación; segundo, Armada y Miláns acordaron que el primero debía acudir al Congreso por su cuenta, aunque no tuviese el consentimiento del Rey.

### Cuarta parte: Todos los golpes del golpe
La cuarta parte del libro se refiere a los protagonistas del golpe —Alfonso Armada, el jefe político; Jaime Miláns del Bosch, el jefe militar; y Antonio Tejero, el jefe operativo— así como a sus distintas visiones de cómo hubiesen querido que fuera el golpe del 23F. Sus similitudes ayudan a comprender las motivaciones del golpe, mientras que sus diferencias explican su fracaso.
Armada era un militar aristócrata. Fue preceptor del príncipe Juan Carlos y su asesor más influyente cuando se convirtió en Rey, hasta que por petición de Suárez —luego que el Rey lo nombrara presidente en lugar de Arias Navarro o Manuel Fraga— le pidió que abandonara su cargo. Odiando desde entonces al nuevo presidente, Armada intentó mantenerse como pudo cerca del Rey, de modo que cuando este ya estaba perdiendo su confianza en Suárez, aprovechó una oportunidad para volver a contactarse con él e ir recuperando su confianza.
Miláns, si bien también era un aristócrata, era a diferencia de Armada mucho más franquista que monárquico. Había sido militar de campo y tenía múltiples condecoraciones de batalla. Como hombre de acción y belicoso, sentía hacia el reflexivo y tolerante Gutiérrez Mellado una aversión equivalente a la de Armada hacia Suárez, considerándolo un traidor por haber abandonado el franquismo. Mellado, por su parte, impidió que Miláns aumentara su poder, sabiendo de su pasión por los regímenes totalitarios.
Tejero, reconocido como el icono del golpe, era un franquista fogoso, idealista, un hombre de acción como Miláns, nacido durante el franquismo que idolatraba. Anticomunista absoluto, su archienemigo era Carrillo y lo que este representaba. Tras el retorno a la democracia y descontento por el aumento del terrorismo de ETA, de militar intachable se convirtió en un militar rebelde, siendo apresado en diversas ocasiones, entra otras por la Operación Galaxia.
En cierto sentido, los tres tenían razón: Suárez, Mellado y Carrillo eran traidores a su manera; pero lo fueron para ser leales a sus nuevas aspiraciones democráticas.

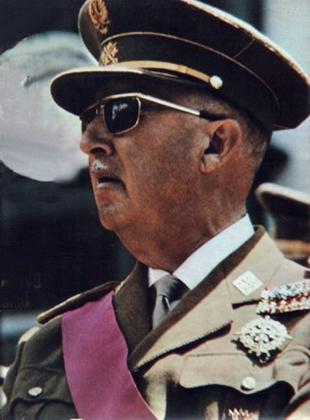
Antonio Tejero buscó desde la gestación del golpe que este fuese como el golpe militar de 1936, liderado por el dictador Franco, en la imagen. Sus diferencias de opinión con Armada y Miláns en cuanto a la forma del tipo de gobierno que sustituyese al actual, fueron una de las principales razones de su fracaso

La idea original del golpe fue de Tejero, siendo pensado como un golpe militar antidemocrático y antimonárquico, como el de Franco en 1936. Miláns, en cambio, quería un golpe antidemocrático pero no antimonárquico, como el de 1923; mientras que Armada quería uno monárquico y no necesariamente antidemocrático, como el de De Gaulle de 1958. Cuando Tejeró entendió en el Congreso que las ideas del cambio de gobierno de Armada y Miláns eran progresivas y no categóricas, como la suya, prefirió su fracaso antes que ceder a un cambio que no le satisficiese.
Pese a la participación de algún civil aislado que actuó como facilitador —como Juan García Carrés, amigo de Tejero—, pese a toda la trama civil que sirvió como placenta del golpe, y pese a que si este hubiese triunfado muchos civiles lo hubiesen celebrado, el golpe fue enteramente militar. Es difícil establecer la gestación del golpe. Para Cercas se sitúa en julio de 1980, en una reunión en Madrid entre Tejero, Pedro Mas Oliver —ayudante de campo y mensajero de Miláns—, Juan García Carrés y quizás el general de reserva Carlos Iniesta Cano, en la cual el primero dio a conocer su plan, siendo este el primer contacto indirecto con Miláns. Paralelamente, Armada inició lo que se conoció como la Operación Armada: primero envió un informe a la Zarzuela donde sugería la sustitución de Suárez por un gobierno unitario, presidido por un independiente, quizás militar; dicho informe se propagó por «el pequeño Madrid del poder» y su alternativa de cambio, potenciado por el lobby político de Armada —donde exageraba su confianza mutua con el Rey y que incluyó sobre todo conversaciones separadas con este y Miláns— comenzó a considerarse viable. Miláns se contactó con Armada y le contó el plan de Tejero. Luego, en una reunión masiva de golpistas a la que asistió Tejero pero no Armada, Miláns propuso un mes de plazo para que Armada lograse un golpe exclusivamente político; de lo contrario, se recurriría al golpe militar. Pero la Operación Armada fracasó incluso antes del plazo señalado, pues Suárez por esos días decidió dimitir, y pese a las dudas iniciales, el Rey se atuvo a la Constitución y postuló a Leopoldo Calvo-Sotelo (UCD), en lugar de a Armada, como sucesor presidencial. Así se dio comienzo a la ejecución del plan de Tejero, eligiendo como fecha para el asalto al Congreso el segundo día de investidura presidencial, que aseguraba una presencia total de los parlamentarios.
De acuerdo a la versión judicial y oficial, Cortina no tuvo ninguna responsabilidad en el golpe; según la versión de Tejero dada durante el juicio, sí la tuvo, pero logró salir impune gracias a coartadas muy bien pensadas. Para Javier Cercas, Cortina sí participó de manera activa —y para que este triunfara, no para que fracasara, como sostienen algunos— a través de la AOME, ayudado por los capitanes Gómez Iglesias y García Almenta, así como por los miembros de la SEA —grupo de confianza dentro de la AOME— el cabo Rafael Monge, sargento Miguel Sales y cabo José Moya. Cercas opina que Cortina podía beneficiarse del golpe independientemente de cuál fuese el resultado, pues sabía que podía eludir responsabilidades y solo hacerlas notar si es que resultaba conveniente.
La noche del 23F, en un hemiciclo algo más calmado, luego que el capitán Jesús Muñecas por orden de Tejero tranquilizara a los civiles desde la tribuna de oradores, los militares aguardaban a Armada. Por indicación expresa de Fernández Campo, Armada no tuvo el consentimiento del Rey, pero luego de varias insistencias suyas y de su superior Gabeiras, al menos obtuvo el permiso para acudir por su cuenta. Así, simulando que no le queda alternativa y que está dispuesto a hacer el sacrificio de llegar a un acuerdo con Tejero por el bien de España, se reúne con este último. Sin embargo, comete el gran error de decirle al teniente coronel que Miláns no ocupará ningún ministerio, que su intención es formar un gobierno con políticos de distintos partidos, incluyendo el PSOE y el PCE, y no un gobierno militar. Tejero estalla, pues sus deseos son implantar una junta militar con Miláns en el poder. Entonces se rebela contra ambos, y Armada se retira indignado, sin llegar a acuerdo alguno. Dado que el golpe blando había fracasado, a Tejero solo le quedaba como alternativa un golpe duro. Mientras tanto y en paralelo a esta discusión, el Rey declaraba en televisión abierta en defensa de la Constitución y la Democracia, rechazando cualquier forma de golpe duro.

### Quinta parte: ¡Viva Italia!

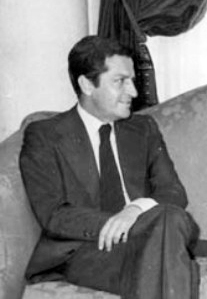
Adolfo Suárez en 1979, año en que ganó sus segundas elecciones generales.

Esta última parte del libro se centra en la figura de Adolfo Suárez, quien para Cercas fue «el político español más contundente y resolutivo del siglo pasado». Un político puro, hambriento de poder, que ascendió paso a paso desde lo más bajo, y que pese a sus defectos también gozó de aptitudes para gobernar. Un político que actuó con valentía durante todo su mandato, durante y después del 23F, encarando a militares y exigiendo respeto, y que pese a no haber ejercido un buen gobierno durante sus dos últimos años en el poder, fue la autoridad más adecuada para haber enfrentado por entonces un golpe de Estado.
Su carrera por el poder comenzó al amparo de su tutor político, el Opus Dei Fernando Herrero Tejedor. Consiguió hacerse un largo camino a través de personas influyentes hasta llegar al príncipe Juan Carlos, dedicándose ambos a cultivar el apoyo del otro. Durante toda su juventud se preocupó de ser fiel al franquismo, al mismo tiempo que se daba a conocer como una persona liberal. A la muerte de Franco, el ahora Rey Juan Carlos I se vio presionado a colocar como presidente de gobierno al fiel pero incompetente franquista Carlos Arias Navarro, mientras que eligió como su secretario a Torcuato Fernández-Miranda, quien lo aconsejó y ayudó a reemplazar a Arias Navarro por Adolfo Suárez, a quien consideraron el hombre idóneo para realizar las reformas necesarias para la transición a la democracia que le permitiría establecerse mejor en el poder.
A principio de los años 1980 era usual comparar a Suárez con Emmanuele Bardone, personaje principal de la película de Roberto Rossellini El general De la Rovere, que de simpatizante nazi se acabó transmutando en De la Rovere, un líder de la resistencia italiana. En efecto, para las elecciones de 1977 Suárez fue elegido presidente con votos casi exclusivos de la ultraderecha, pero los once meses siguientes fue desmantelando el franquismo rápidamente, mediante una serie de decretos sorpresivos que no permitían a nadie alcanzar a reaccionar. Desde el inicio de su mandato se esforzó por ganar el apoyo de la izquierda y por convencer a la derecha de que debía ceder parte de su poder para poder ganarse la legitimidad del país. Así, mediante el engaño y la representación de un papel que se acabó creyendo, actuó del mismo modo que Bardone en la película, cuando este es apresado y se embulle en la ideología antinazi.

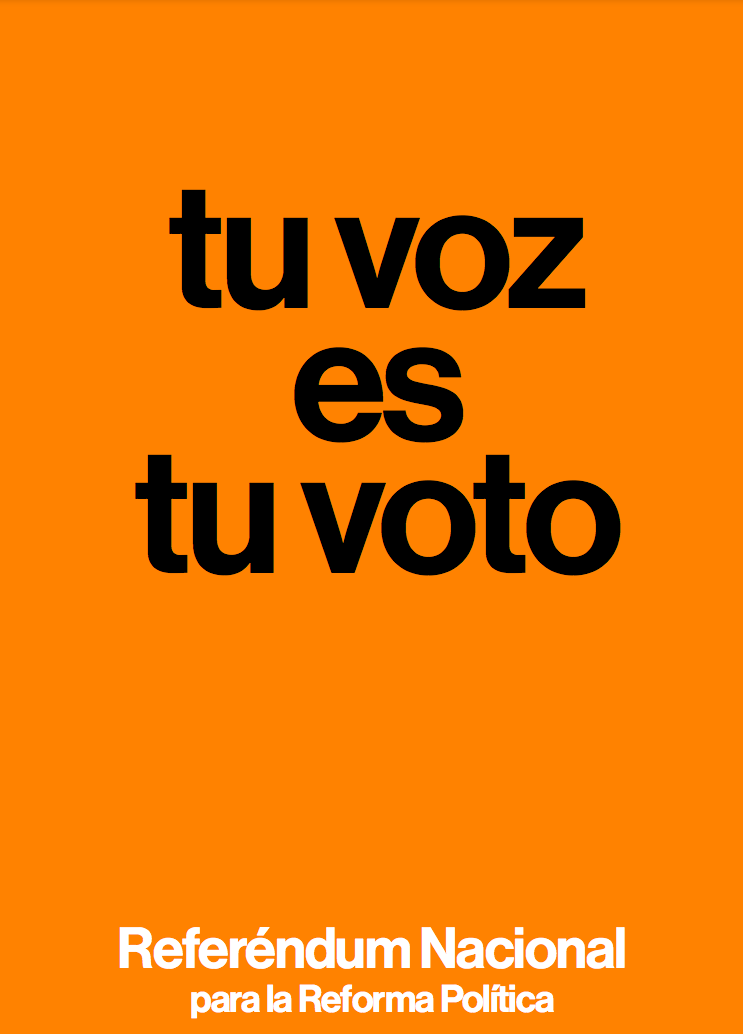
Parte del éxito de Suárez en las votaciones por la Ley para la Reforma Política fue la gran cantidad de publicidad en su favor, sobre todo en televisión, medio que Suárez dominaba

El desmantelamiento del franquismo se hizo posible gracias a una idea inicial de Fernández-Miranda. Suárez logró llevar a cabo esta idea, siendo el mayor éxito político de su vida: mediante distintas artimañas, logró que se aprobara por enorme mayoría una nueva Ley Fundamental del Estado, la llamada Ley para la Reforma Política, a través de la cual se hizo posible derogar todas las demás Leyes Fundamentales. De este modo, las Cortes Franquistas acabaron por sí mismas con su propio régimen autoritario, votando masivamente a favor del referéndum. Suárez fue aún más allá, y al margen de Fernández-Miranda, pero con el consentimiento del Rey, legalizó el PCE a cambio de que renunciaran a sus símbolos tradicionales; convocó la primera elección democrática en cuarenta años y la ganó, al amparo de su nuevo partido UCD, usurpado en parte a José María de Areilza. Se le fueron subiendo los humos y comenzó a empatizar con la izquierda. En 1977 logró los Pactos de la Moncloa, y al año siguiente elaboró una nueva Constitución. Para Cercas, hasta marzo de 1979, año en que Suárez ganó sus segundas elecciones, este fue un político «resuelto y eficaz», pero desde entonces hasta 1981 se convirtió en «un político mediocre, a veces nefasto». Su hundimiento comenzó a gestarse a partir del diseño descentralizador del Estado de las Autonomías y culminó en el 23F.
También para Cercas, la transformación de Suárez, de franquista a refundador de la democracia, es quizás incluso más rica y compleja que la de Emmanuele Bardone en El general De la Rovere. Se diferencian en que los pecados de Suárez no fueron mortales, y que gracias a sus virtudes personales pudo hacer todo lo que hizo. Como Bardone, que con un gesto redimió simbólicamente a toda Italia del fascismo, Suárez con su gesto del 23F redimió simbólicamente a toda España del franquismo.
Durante los últimos minutos del vídeo en el Congreso, ingresan al hemiciclo el ayudante de Mellado, comandante de caballería José Luis Goróstegui, y Antonio Jiménez Blanco (UCD) quienes logran que los dejen entrar para acompañar a Suárez y contarle noticias del exterior. Suárez, apelando a su título de presidente, pide infructuosamente hablar con quien sea el líder del golpe. Hacia las 1:30 a. m., luego del apoyo televisivo del Rey en favor de la democracia, comenzaron a salir a la luz numerosas declaraciones de políticos, sindicalistas, profesionales y periodistas que hasta entonces habían callado, repudiado el golpe y acaparando los medios. Esto sumado al desacuerdo entre Armada y Tejero, ya había hecho fracasar el golpe blando. Pero el Congreso y Valencia aún estaban tomados, y seguía siendo viable un golpe duro. Más aún, diez minutos después de la retirada de Armada, una columna de la Acorazada Brunete, liderada por Pardo Zancada, llegó al Congreso como refuerzo a los golpistas. Luego Zancada telefoneó a otros jefes de la Brunete buscando sublevarlos, y casi convenció al teniente coronel Santa Pau Corzán, del Regimiento de Caballería Villaviciosa 14, al teniente coronel De Meer y al coronel Valencia Remón, y con ellos a 203 unidades militares adicionales. Zancada tampoco logró convencer al periódico El Alcázar ni a la emisora La Voz de Madrid para difundir propaganda golpista. Sin saberlo, por entonces el Rey ya había enviado a Miláns un teletipo ordenándole retirar sus tropas de las calles, si no quería inicial una guerra civil, a lo que este había obedecido a regañadientes, esperando en todo caso alerta ante la aparición de cualquier apoyo milagroso. Zancada y Miláns se comunicaron por teléfono, y este último le dijo que ya todo había acabado, fracasando también el golpe duro. Sabiendo que si lograban sacar del Congreso a Zancada también vencerían a Tejero, comenzaron las negociaciones con el primero al amanecer del día 24. El primer intento, en manos de su amigo y superior San Martín, fracasó; no así el de su antiguo amigo, el teniente coronel Eduardo Fuentes Gómez de Salazar, quien lo había arengado durante la noche pero a esas alturas ya había aceptado la derrota. Ante el creciente descontrol incluso al interior del Congreso, Zancada aceptó firmar un acuerdo con Tejero, Fuentes, Topete y Armada, donde prometieron abandonar el Congreso a cambio de excluir de culpa a todos los militares golpistas de menor rango que los capitanes, que Zancada pudiese salir junto con Tejero, sin la presencia de fotógrafos ni camarógrafos, y bajo el mando de su unidad para devolverla a la Brunete. Firmaron a las 11:30 a. m. y a las 12:00 los exhaustos parlamentarios fueron liberados. Ignorando lo ocurrido debido al encierro, muchos de ellos, incluyendo a Suárez y Mellado, saludaron afectuosamente a Armada, creyendo que este los había salvado.
Los días siguientes, el capitán Rubio Luengo y el sargento Rando Parra del CESID hablaron con su superior Javier Calderón, delatando a sus compañeros del SEA, Sales, Moya y Monge, quienes de acuerdo con declaraciones de este último habían conducido los buses con los guardias civiles de Tejero al Congreso, por orden de García Almenta, y por tanto posiblemente por orden del comandante Cortina. Este último desmintió la culpabilidad de sus hombres, e intentó convencer a Luengo y Parra de que sus compañeros eran inocentes. No obstante, la noticia se filtró a mediados de marzo y Calderón tuvo que encargar una investigación al teniente coronel Juan Jáudenes, jefe de la División de Interior, quien, como era esperable, eximió a todos de culpabilidad. Sin embargo, a principios de mayo asumió en el CESID un nuevo director, y debido a declaraciones de Tejero en su juicio, Cortina fue procesado. Finalmente, aunque haya habido varios otros involucrados, los únicos procesados de toda la AOME fueron Cortina y Gómez Iglesias.

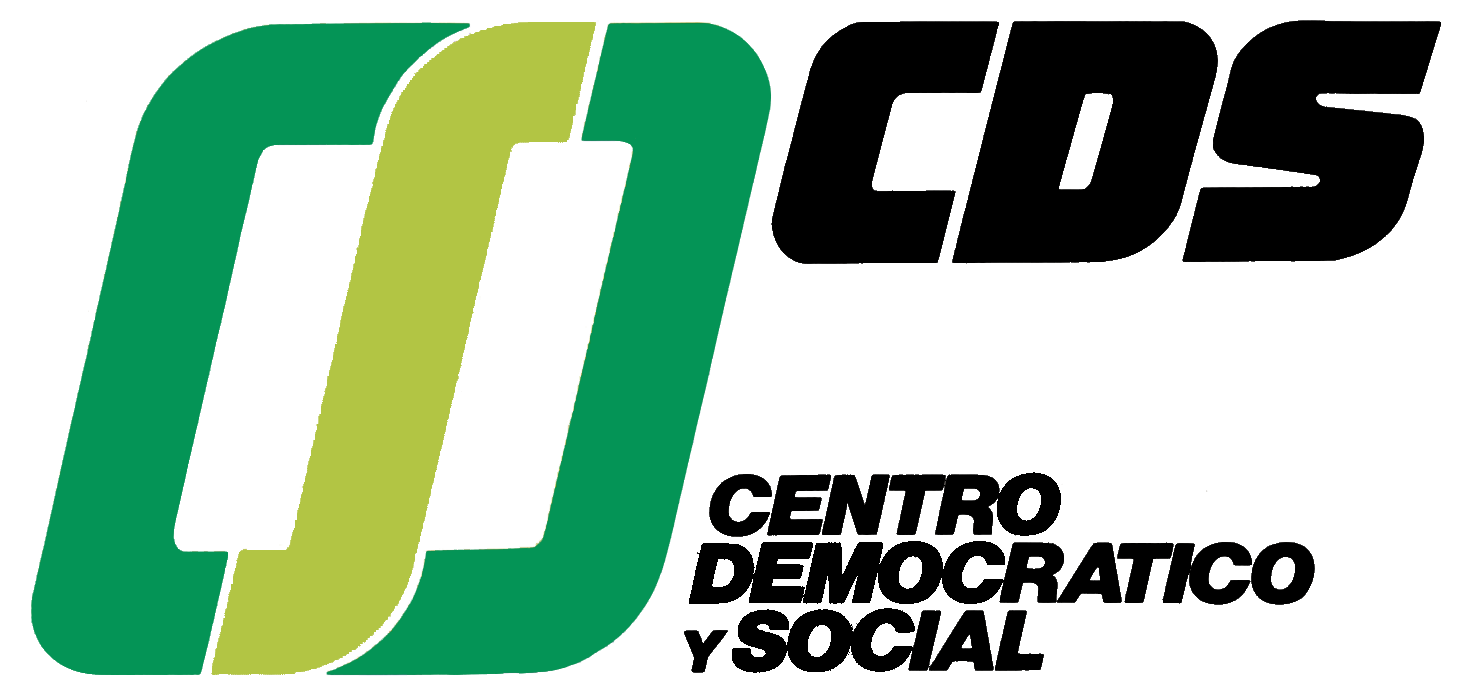
Incapaz de mantenerse alejado de la política, Adolfo Suárez fundó en 1982 el partido Centro Democrático y Social (CDS), de corte ideológico izquierdista, de corta vida y con el cual pudo gozar de un último éxito fugaz antes de su retiro definitivo.

En cuanto a Suárez, dos días después del golpe reclamó una promesa del Rey y este le concedió el Ducado de Suárez, a cambio de que se mantuviera un tiempo alejado de la política. Al día siguiente se tomó unas largas vacaciones en Estados Unidos y el Caribe, abandonando a su partido y a su sucesor Leopoldo Calvo Sotelo. De regreso en Madrid montó un bufete de abogados. La UCD continuaba en crisis, y Calvo Sotelo adoptó ciertas medidas correctivas que podían juzgarse como derechistas y que disgustaron a Suárez. El expresidente no aguantó más y regresó a la política, creando a fines de junio de 1982 el partido Centro Democrático y Social (CDS). En las elecciones generales del mismo año obtuvo dos escaños, confinándose como diputado en el Congreso dentro del grupo mixto de partidos minoritarios, donde se reunió con su amigo Carrillo, que seguía liderando un alicaído PCE. Suárez buscó redimirse imponiendo durante la siguiente década una faceta idealista, más preocupada de la ética de izquierda y centroizquierda aristocrática que de la acción. Gracias a su nueva imagen y retórica consecuente de alguien que no tiene nada que perder, fue recuperando su prestigio como fundador de la democracia. Así, en las siguientes elecciones de 1986 consiguió casi dos millones de votos y 19 parlamentarios. Luego de este triunfo, Manuel Fraga abandonó decepcionado el liderazgo de su partido, Alianza Popular, y su sucesor, Antonio Hernández Mancha, le pidió reiteradas veces a Suárez, sin éxito, que crearan juntos una nueva gran coalición de centroderecha, lo que para el PSOE resultaba una opción conveniente, pues Suárez le estaba quitando parte de sus votantes. En octubre de 1989, el expresidente fue nombrado presidente de la Internacional Liberal.
No obstante estos últimos éxitos, el populismo y las ambigüedades de su política fueron saliendo a la luz, y para las elecciones municipales de 1991 el CDS perdió la mitad de los votos, además de casi todos los parlamentos regionales. Esa misma noche Suárez dimitió del partido y del Congreso, exhausto y decepcionado. El año siguiente lo dedicó a trabajar como intermediario en negocios ocasionales, a dictar conferencias en América Latina y a jugar al golf. Siendo todavía un hombre muy religioso, en noviembre de ese año su hija Mariam comenzó a padecer un cáncer de mama, y pasó a dedicarse por entero a su enfermedad. Dos años después el mismo cáncer se gatilló en su esposa Amparo. Esto acabó por derrotarlo. Desapareció de los medios, y hacia el 2000 comenzaron a aparecer, tardíos y forzados, diversos homenajes y galardones, declaraciones de confianza de sus sucesores, el favor popular y la recuperación de la amistad con el Rey. En mayo de 2001 falleció su esposa, desde el 2003 su problema de senilidad se hizo patente, y al año siguiente falleció su hija. Su última intervención política fue el 2 de mayo de 2003, en apoyo de su hijo Adolfo por las elecciones a las Cortes de Castilla-La Mancha. Solo volvió a reaparecer en la prensa el 18 de julio de 2008, para una tardía entrega por parte del Rey del collar de la Orden del Toisón de Oro.

### Epílogo: Prólogo de una novela

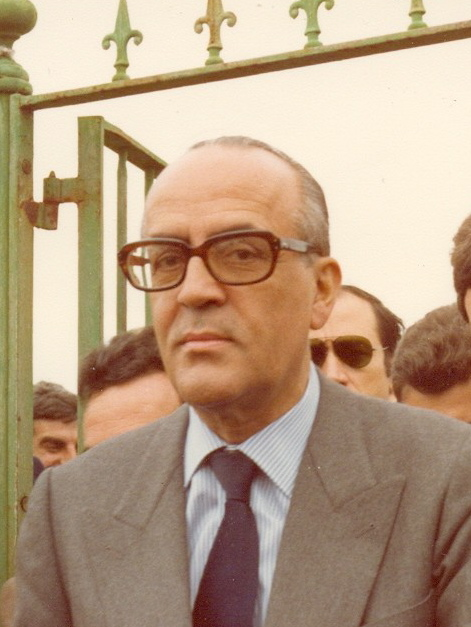
El sucesor en la presidencia de Suárez, Leopoldo Calvo-Sotelo, intentó reducir al máximo el número de procesados en el juicio por el golpe de Estado del 23F, temiendo por un período de inestabilidad política

El epílogo comienza hablando acerca del multitudinario juicio a los golpistas del 23F, hasta entonces el más largo en la historia de España. Se celebró entre el 19 de febrero y el 3 de junio de 1982 en el almacén de papel del Servicio Geográfico del Ejército, en Campamento. El tribunal estuvo conformado por 33 oficiales generales del Tribunal Supremo de Justicia Militar, y de los innumerables implicados en el golpe, solo hubo 33 procesados, todos ellos militares salvo un civil. Este reducido número de imputados se debió a maniobras del nuevo presidente Leopoldo Calvo-Sotelo, quien temió por la inestabilidad del gobierno si el número crecía demasiado. Las relaciones familiares, de amistad y de intereses personales entre los jueces y los imputados impidieron la realización de un juicio normal. La prensa de ultraderecha buscó inculpar de todo al Rey, mientras que los demás medios colaboraron a desprestigiar la imagen de los acusados. Los inculpados se dividieron en dos grupos estratégicos y violentamente enfrentados: uno conformado por Armada, Cortina y Gómez Iglesias, quienes intentaron eludir cualquier responsabilidad; y el otro por todos los demás, encabezados por Miláns y Tejero, que intentaron vincularse al primer grupo, diciendo que solo habían obedecido órdenes de ellos y del Rey. La única excepción a la regla fue Pardo Zancada, quien desde un comienzo asumió su responsabilidad y no mintió ni se contradijo en sus declaraciones. Mientras Tejero, Miláns y Armada transparentaron sus defectos, Cortina fue el único que logró eludir todas las acusaciones que se le imputaron. El primer fallo fue el siguiente:
- Tejero y Miláns: pena máxima de treinta años de cárcel.
- Armada, Torres Rojas y Pardo Zancada: seis años de cárcel.
- Ibáñez Inglés: cinco años.
- San Martín: tres años.
- Cortina, un capitán de la Brunete, un capitán y nueve tenientes que acompañaron a Tejero al Congreso: absueltos.
- Los catorce restantes: penas entre uno y cinco años de cárcel.

Ante su indulgencia, el gobierno la recurrió ante el Tribunal Supremo, dictándose menos de un año después la sentencia definitiva, donde la mayoría dobló su condena, e incluso los tenientes declarados inicialmente inocentes recibieron condena. Cortina y los capitanes mantuvieron su libertad. Algunas condenas definitivas fueron las siguientes:
- Armada: pena máxima de treinta años.
- Torres Rojas y Pardo Zancada: doce años.
- Ibáñez Inglés y San Martín: diez años.

Pese a lo anterior, la mayoría comenzó a salir mucho antes de cumplir su condena, y mientras estuvieron dentro llevaron una vida confortable. Algunos fueron retirados del ejército, pero otros continuaron e incluso hicieron carreras notables, con condecoraciones y ascensos, como el teniente golpista Manuel Boza o el capitán Juan Pérez de la Lastra. El último en abandonar la cárcel fue Tejero, quien desde allí postuló a las elecciones generales de 1982 con su efímero partido Solidaridad Española. Salió libre en 1996, abandonado por los medios que lo convirtieron alguna vez en un icono de la ultraderecha. Miláns, que como Tejero nunca se arrepintió del 23F, murió en 1997, apoyando otros golpes de Estado y habiendo abandonado totalmente el monarquismo que lo había caracterizado. Armada fue indultado en 1988, continuando su vida aristocrática, sin abandonar su monarquismo pero manteniendo una postura ambigua al respecto. En cuanto a Cortina, la madrugada del 14 de junio de 1982, cuatro cargas explosivas destruyeron las sedes secretas de la AOME; la adjudicación del atentado fue negada por ETA, y posiblemente se trató de una advertencia de los militares a Cortina. Lo anterior, sumado a un sospechoso incendio el 27 de junio que acabó con la vida de su padre, aumentaron las sospechas de una venganza en su contra. Cortina siguió en el ejército, abandonando los servicios de inteligencia y dedicado a la logística. Fue ascendido a coronel, y en 1991 pidió su pase a reserva, tras ser absuelto luego de que filtrara información a la prensa sobre planes secretos de operaciones militares. Luego trabajó como asesor político y como dueño de una consultora de logística.
Si bien el golpe fracasó por completo, la minoría de los golpistas monárquicos, como Armada y Cortina, al menos vieron cumplidos algunos de sus objetivos iniciales, como el término de la presidencia de Suárez, la legitimación de la figura del Rey en España, un período de efervescencia españolista y mejoras en la seguridad del país. Por otra parte, tras el golpe Calvo-Sotelo modernizó las Fuerzas Armadas y adoptó medidas que fueron progresivamente aplacando cualquier otra iniciativa golpista importante; integró rápidamente a España en la OTAN, lo que tranquilizó a Estados Unidos; logró que se firmara el Acuerdo Nacional de Empleo, que redujo la inflación y colaboró al inicio de la recuperación económica; logró la aprobación de la LOAPA que frenó el proceso de descentralización del estado; y se estableció un enfrentamiento militar en contra de ETA, que llevó a la creación del GAL. Los mismos españoles dejaron de conspirar en contra de la democracia, y comenzaron a disfrutar de sus virtudes.
Cercas hace hincapié en que el gesto de Suárez en el Congreso durante el 23F es, a diferencia de los gestos de Mellado y Carrillo, un gesto inacabable, cuyas múltiples interpretaciones no permitirían acabar nunca este libro. El autor también opina que pese a las numerosas críticas que se le pudiesen hacer a la Transición Española, el franquismo realmente fue derrotado; que no existe la democracia perfecta, y que la actual democracia de España, pese a sus imperfecciones, es más sólida que la que existía antes de la dictadura de Franco, y de hecho ha sido la más larga de toda la historia española. Acaba el libro hablando de las semejanzas ideológicas y de personalidad de su padre con Suárez, de sus diferencias en cuanto a su ética para lograr sus objetivos, de su buena relación con este salvo en el periodo de su adolescencia, en que solían discutir acaloradamente de política. Cuando en su lecho de muerte le preguntó por qué siempre había apoyado a Suárez, este le respondió que porque era como ellos, un hombre de pueblo, y que por ello confiaba en que no podría hacer nada malo.

## Recepción y crítica
Esta obra recibió numerosos elogios por parte de escritores, periodistas, historiadores y de la crítica especializada. Así, entre otros, recibió positivos comentarios por parte de M. Rodríguez Rivero, Jordi Gracia, Alberto Manguel, J. J. Armas Marcelo, Sergi Pàmies, J. A. Masoliver Ródenas, Javier Pradera, Domingo Ródenas, Miquel Porta Perales, Màrius Serra, J. A. González Casanova, Félix Romeo, Felipe Fernández-Armesto, Joaquín Estefanía, Nick Caistor, Toni Soler, Susana Fortes, Enric González, Rafael Núñez Florencio y Santos Juliá. Además fue considerado entre los mejores libros del año por El Periódico de Catalunya, como el libro del año según El País, y como el libro de no ficción del año por El Mundo.
En 2010 recibió el Premio Nacional de Narrativa de España y el Premio Internacional Terenci Moix, mientras que al año siguiente fue galardonado con el Premio Mondello 2011, de Italia.